# High Wycombe
High Wycombe, vroeger Chepping Wycombe of Chipping Wycombe genoemd, is een stad in de graafschap Buckinghamshire ten westen van Londen.

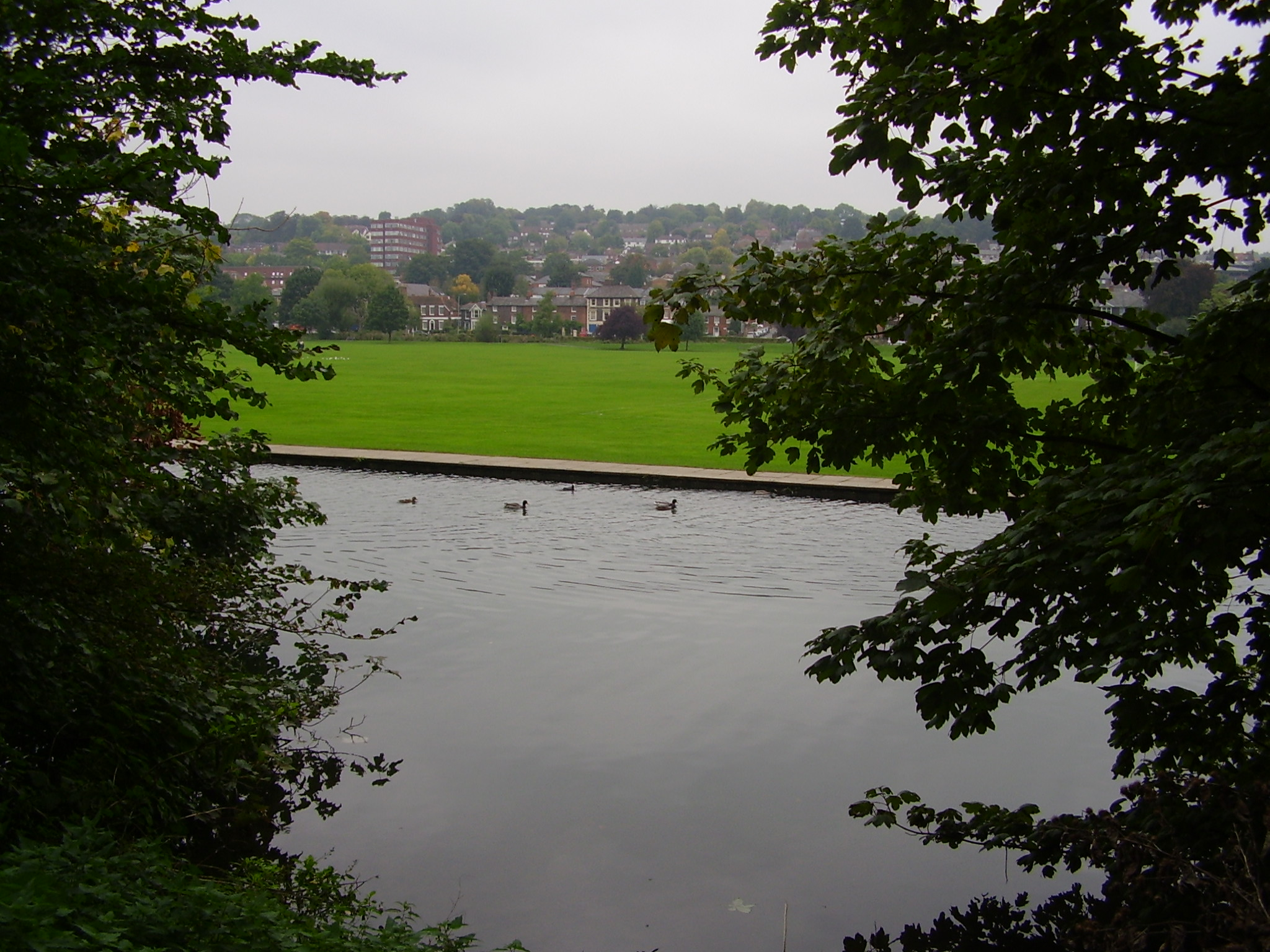
High Wycombe, gezien vanaf de rivier de Wye
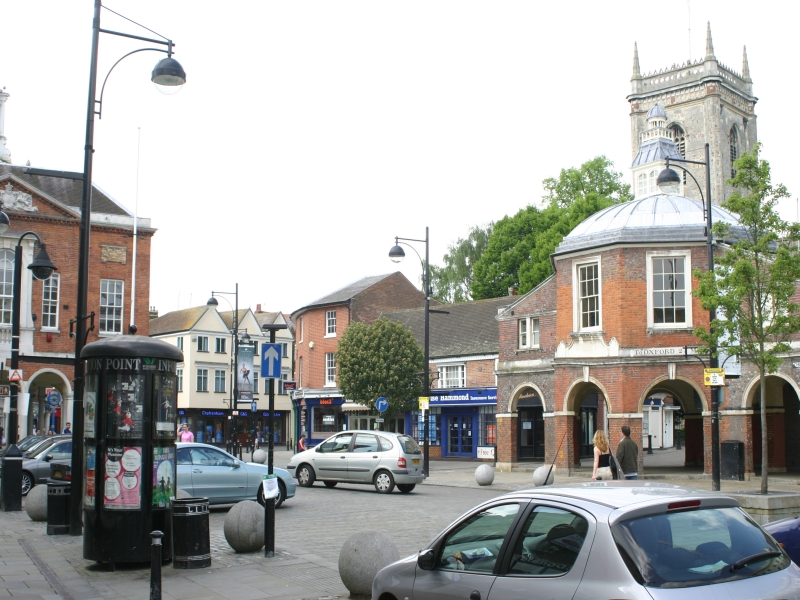
Centrum van High Wycombe
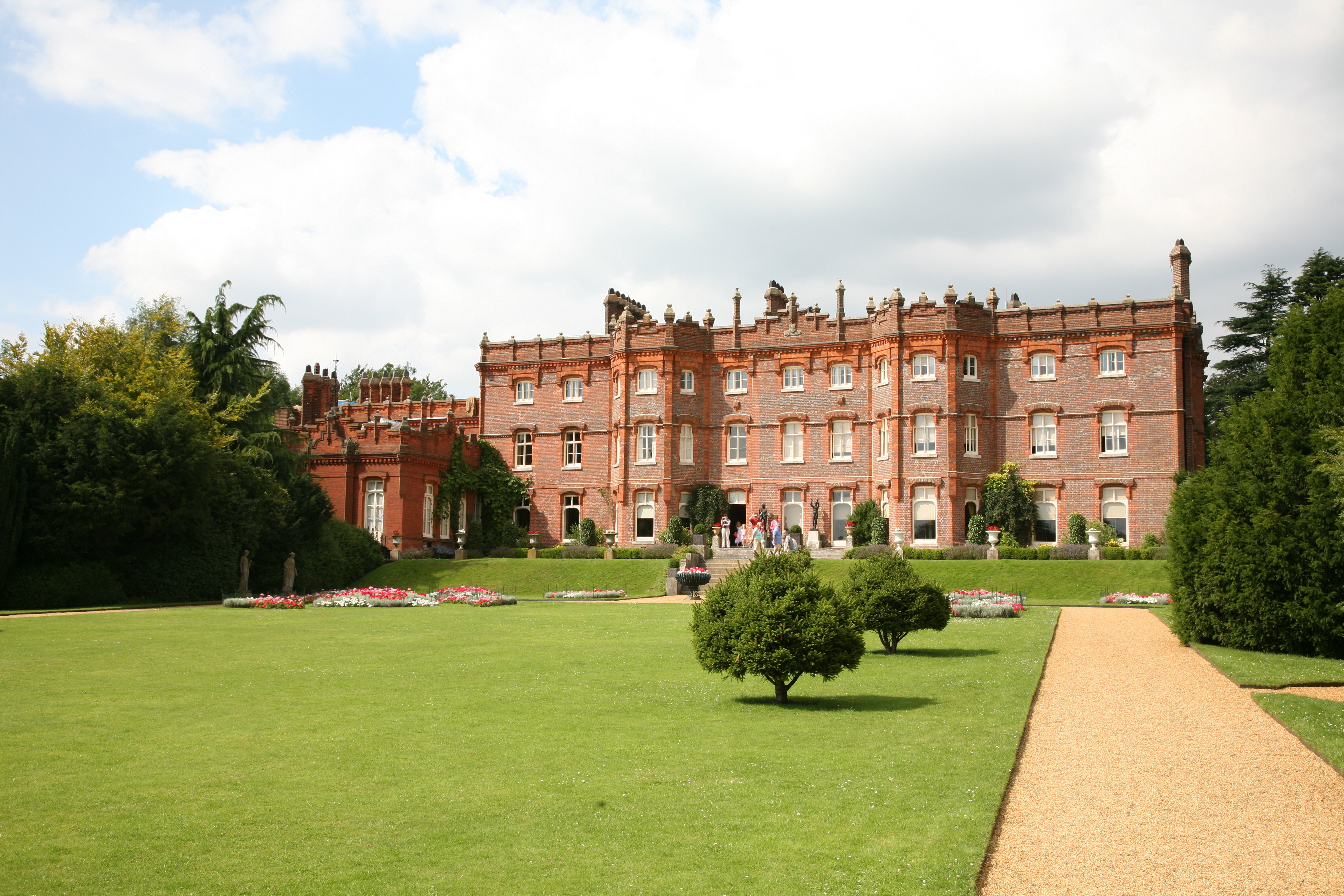
Hughenden Manor
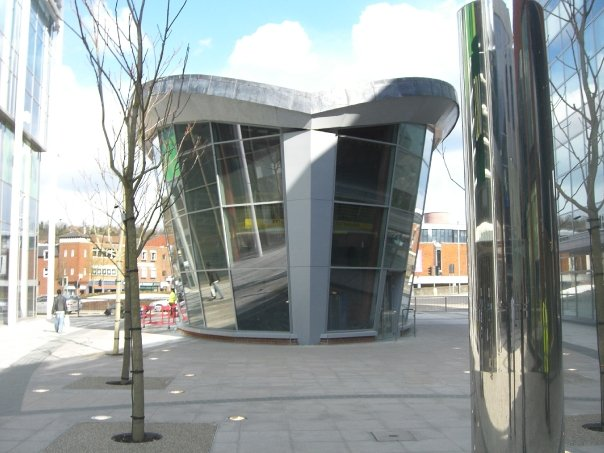
Eden Centre
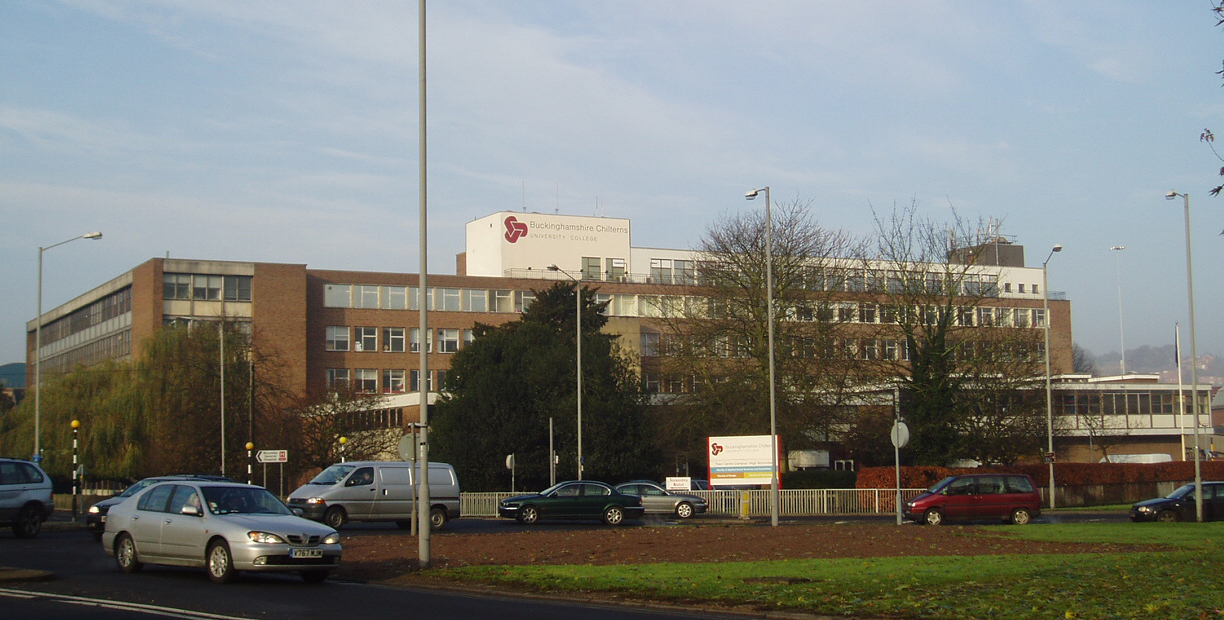
Buckinghamshire Chilterns University College, High Wycombe
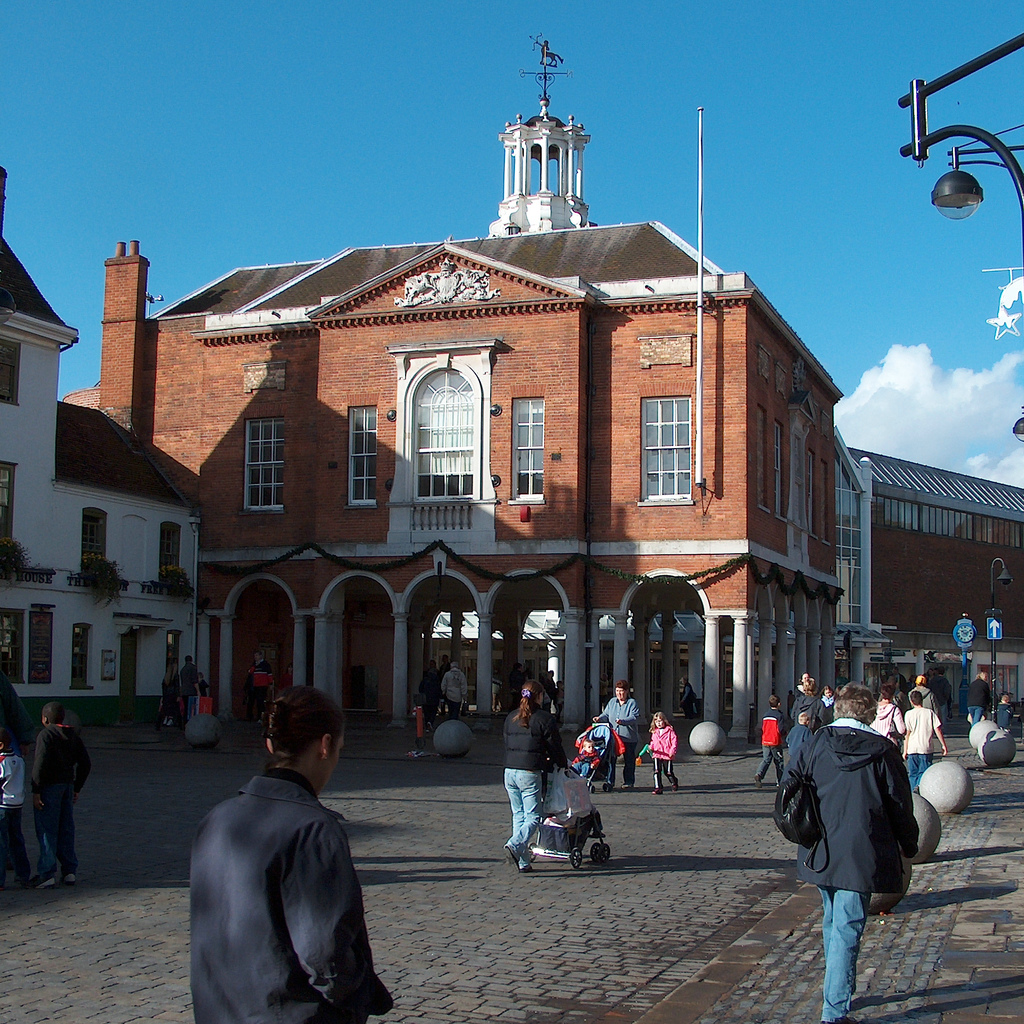
Guildhall van High Wycombe
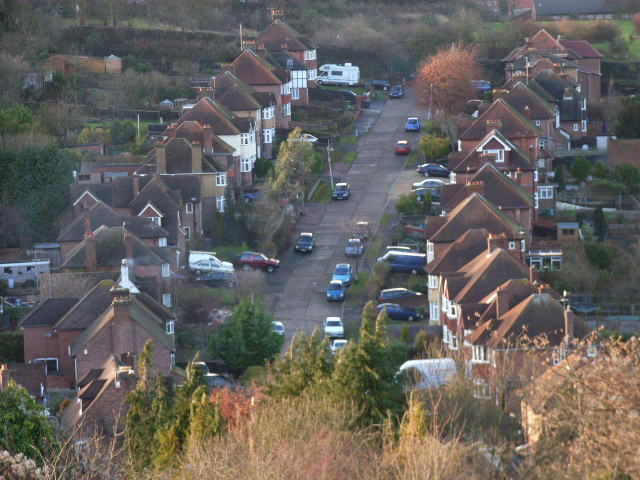
Colville Road

## Geschiedenis
De naam komt van de rivier Wye en het Oudengelse woord combe dat voor beboste vallei staat. Wycombe wordt al genoemd in het Domesday Book en huisvestte ooit een Romeinse villa. De eerste documenten waaruit het bestaan van huizen blijkt, stamt uit het jaar 970 met de naam Wicumun. In 1237 kreeg Wycombe de status van marktplaats, hoewel de markt toen al langere tijd bestond. Gedurende de middeleeuwen was High Wycombe een molenstad, waar voornamelijk linnen en papier werd geproduceerd. In de 19e eeuw kwam de meubelindustrie op, waarvoor veel arbeidershuizen rond de stad werden gebouwd.
Een traditie die al sinds de middeleeuwen bestaat, is het jaarlijkse wegen van de burgemeester, die aan het begin en eind van zijn regeerperiode wordt gewogen om te zien of hij gedurende zijn dienst in gewicht is toegenomen op kosten van de belastingbetaler. Dat gebeurt sinds de 19e eeuw met hetzelfde weegtoestel.

## Bevolking
In 2006 woonden er 81.117 mensen in High Wycombe. Er is een grote Aziatische community, voornamelijk Pakistanen, hoewel driekwart van de bevolking niet van allochtone afkomst is.

## Geboren
- Geoffrey de Havilland (1882), luchtvaartpionier
- Jean Shrimpton (1942), supermodel
- Charlotte Roche (1978), Duitse televisiepresentatrice, actrice, zangeres en schrijfster van Engelse afkomst
- Katy Brand (1979), actrice, komiek en schrijfster
- Nicola Sanders (1982), hardloopster
- Michael C. Fox (1989), acteur
- Aaron Taylor-Johnson (1990), acteur
- Leigh-Anne Pinnock (1991), zangeres, lid van de Engelse meidengroep Little Mix
- Heston Blumenthal (1966), topkok

## Politiek
De politieke geschiedenis van Wycombe gaat terug tot 1295. De bevolking stemt voornamelijk conservatief, en deels Labour en Liberal.

## Verkeer
De stad ligt aan de M40 motorway, en heeft een spoorwegstation en een busstation.

## Industrie
High Wycombe was sinds de middeleeuwen een marktplaats en industriestad. De stad werd beroemd om de productie van meubilair zoals de Windsorstoel, dit was daar mogelijk omdat er een rivier door het gebied stroomt, de Wye, en omdat er veel berkenbomen groeien.

## Sport
De tweede divisie voetbalclub Wycombe Wanderers FC spelen in het Adams Park. Hier speelt ook het rugbyteam London Wasps.